# ASEC Ndiambour
L'ASAC Ndiambour és un club de futbol senegalès de la ciutat de Louga. Disputa els seus partits a l'Stade ASEC Ndiambour. Va ser fundat el 1969.

## Palmarès
- Lliga senegalesa de futbol:[2]
  - 1992, 1994, 1998
- Copa senegalesa de futbol:[3]
  - 1999
- Copa de l'Assemblea Nacional del Senegal:[3]
  - 1998, 2002, 2004